# Saucedilla
Saucedilla è un comune spagnolo di 857 abitanti (2012) situato nella comunità autonoma dell'Estremadura.
Appartiene alla regione (comarca in spagnolo) di Campo Arañuelo, il cui capitale è Navalmoral de la Mata. Navalmoral è anche capo della Circoscrizione giudiziaria, alla quale è associata Saucedilla. Se è 197 km da Madrid, 103 km da Cáceres, 52 km da Plasencia e a 19 km da Navalmoral. C'è una stazione ferroviaria nel vicino villaggio di Casatejada (4 km).

## Geografia e natura
La situazione di Saucedilla è impressionante e invidiabile: in una vasta pianura di terreni sabbiosi e argillosi dell'era terziaria. A nord, la Sierra de Gredos e il fiume Tiétar, a sud il fiume Tago e la Sierra di Miravete, visto con, in lontananza, la sierra de Las Villuercas, a ovest la Sierra de Serrejón e il Parco nazionale di Monfragüe.
- Dehesas :  foreste chiare mediterranee (macchia mediterranea) di leccio (Quercus ilex) e sughera (Quercus suber) per il allevamento ovino, bovino, caprino e suino. Anche allevamento di bestiame coraggioso (toro de lidia) per la corrida (Cerro Alto, La Anguila).

- Lago di Arrocampo:  Lago artificiale creato il 1976 per la refrigerazione di turbine di la centrale nucleare di Almaraz situata presso di Saucecilla. Copre un'area di 770 ha.

- Reale tratturo leonese occidentale (Cañada Real Leonesa Occidental, in spagnolo): Tratturo di transumanza

- Zona di protezione speciale

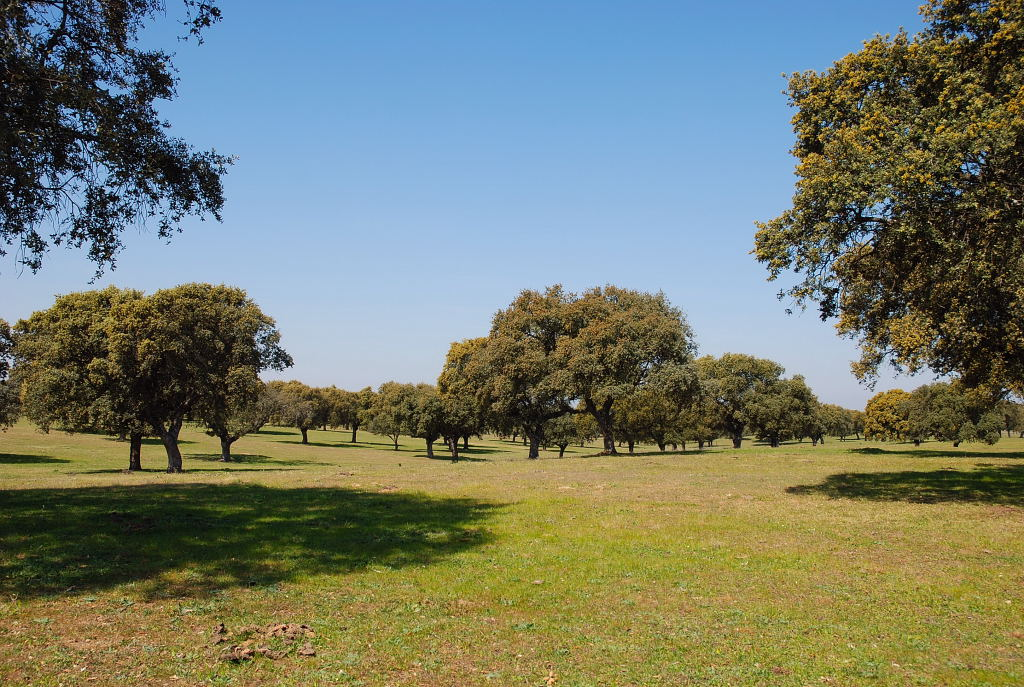
Dehesa (foresta chiara mediterranea) di La Anguila
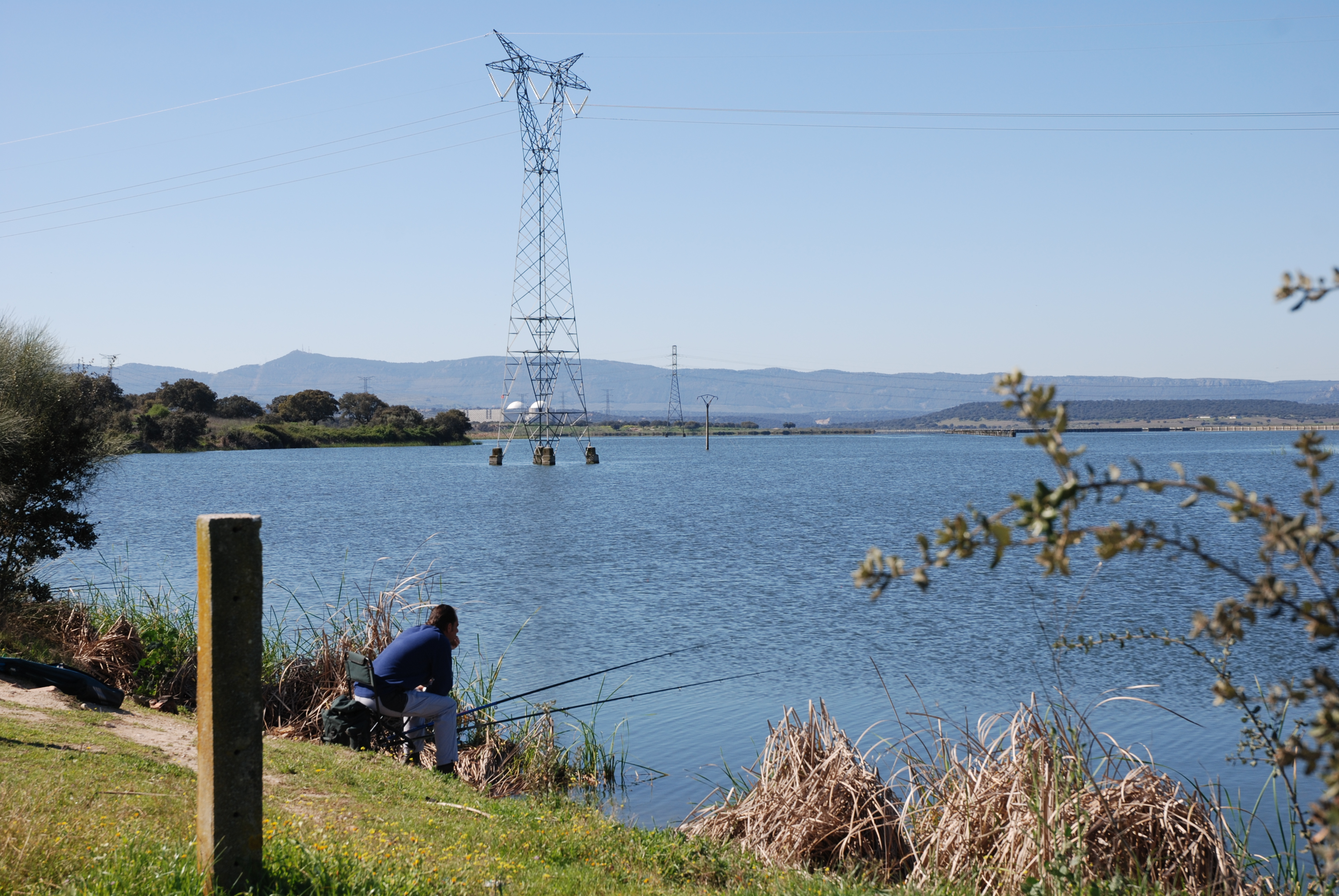
Lago di Arrocampo
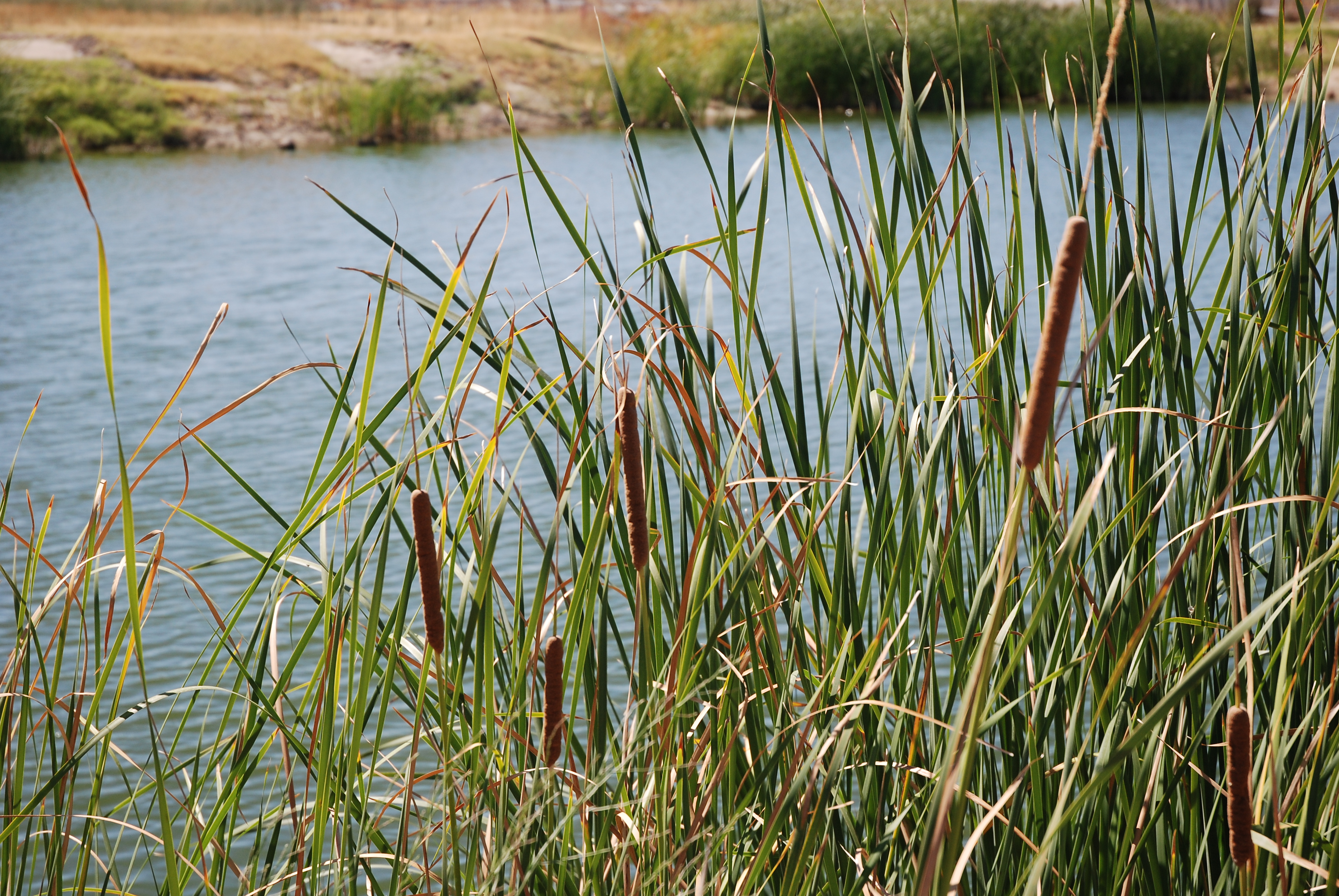
Vegetazione di stiancia Typha latifolia
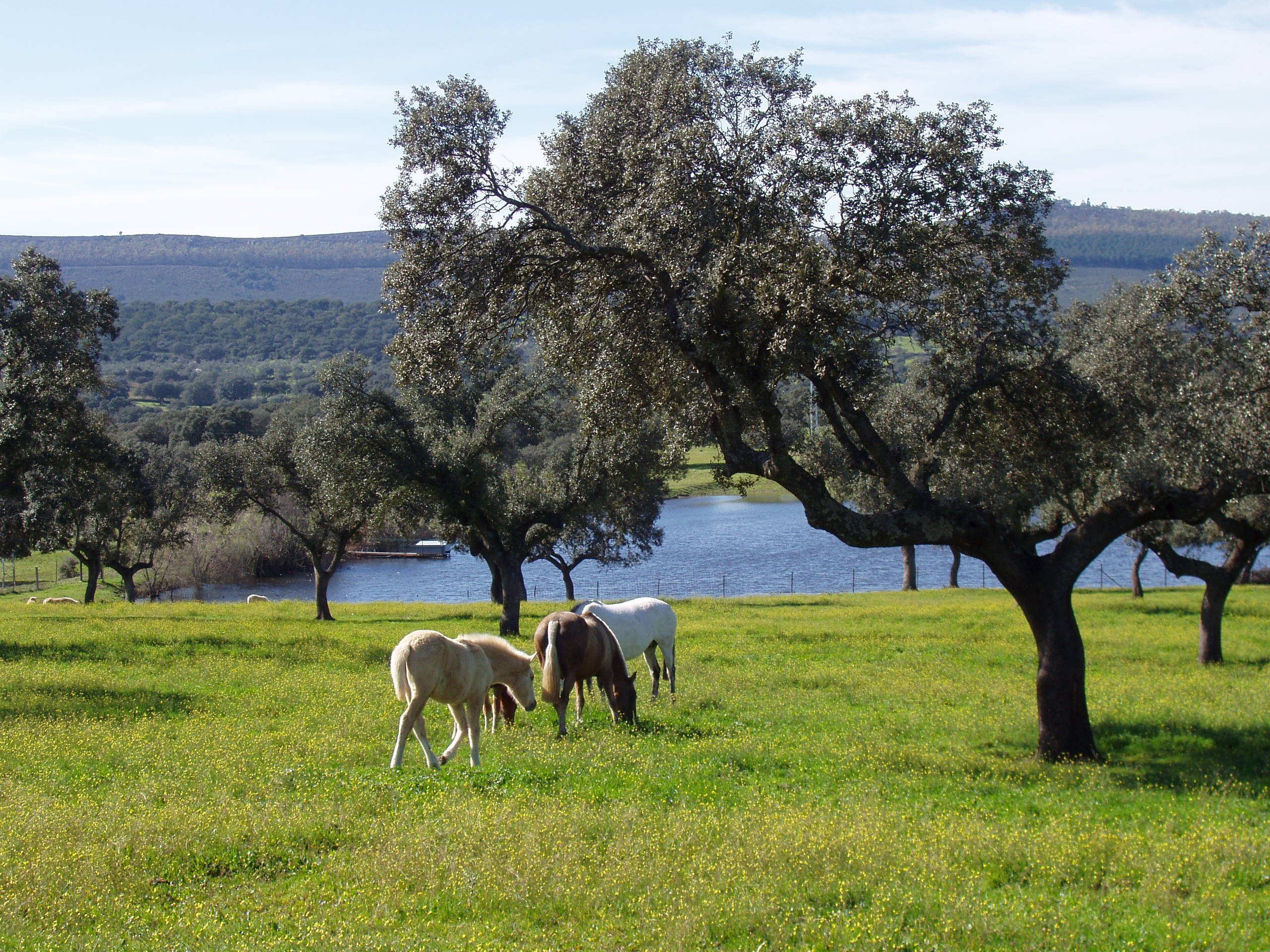
Lago di Arrocampo

## Geografia fisica

### Clima
Saucedilla ha un clima mediterraneo

## Popolazione
- En del secolo XV Saucedilla ha 900 abitanti. C'era una piccola comunità di ebrei in Saucedilla prima la sua espulsione nel 1492.

## Storia
- XIV secolo: Fondazione. Saucedilla fu fondata verso la metà del secolo XIV . La sua creazione è legato alla città di Plasencia e di la Comarca di La Vera, più precisamente il villaggio di Collado de la Vera.

- XV s.: Sviluppo del comune.

- XVI s.: Costruzione della chiesa di San Giovanni Battista.

- XVII s.: Edificazione della colonna giurisdizionale.

## Monumenti e luoghi d´interesse
- Chiesa di San Giovanni Battista (XVI secolo)

La chiesa è di stile gotico con elementi rinascimentali e manieristi. Fu costruito su richiesta del vescovo Gutierre de Vargas y Carvajal non prima 1540.

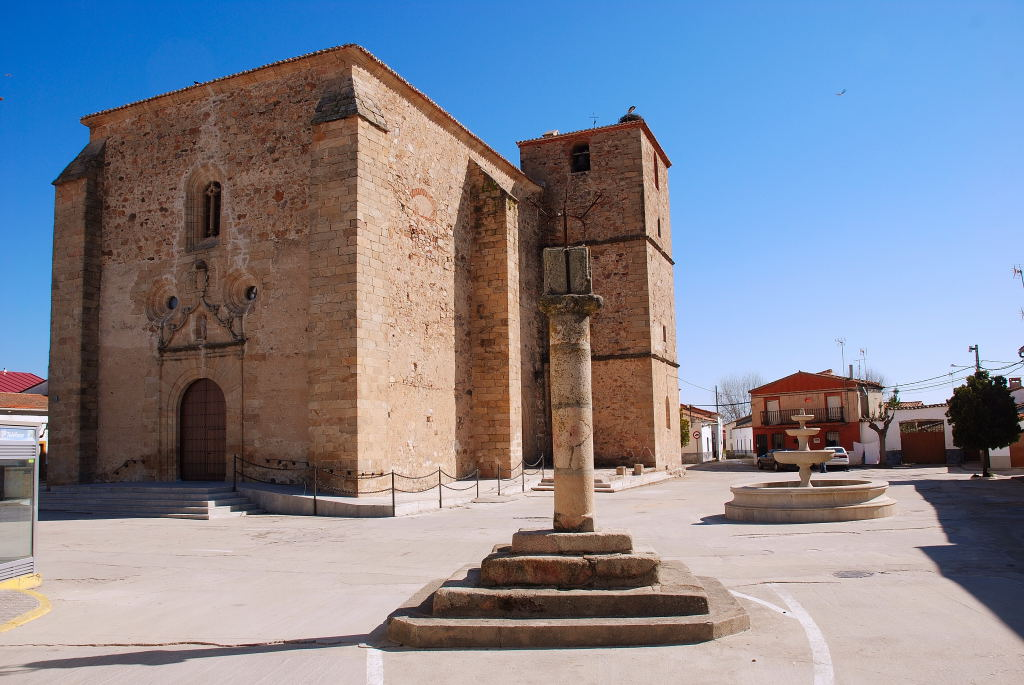
Chiesa di San Giovanni Battista

- Colonna giurisdizionale (Rollo jurisdiccional in spagnolo) (XVII secolo)

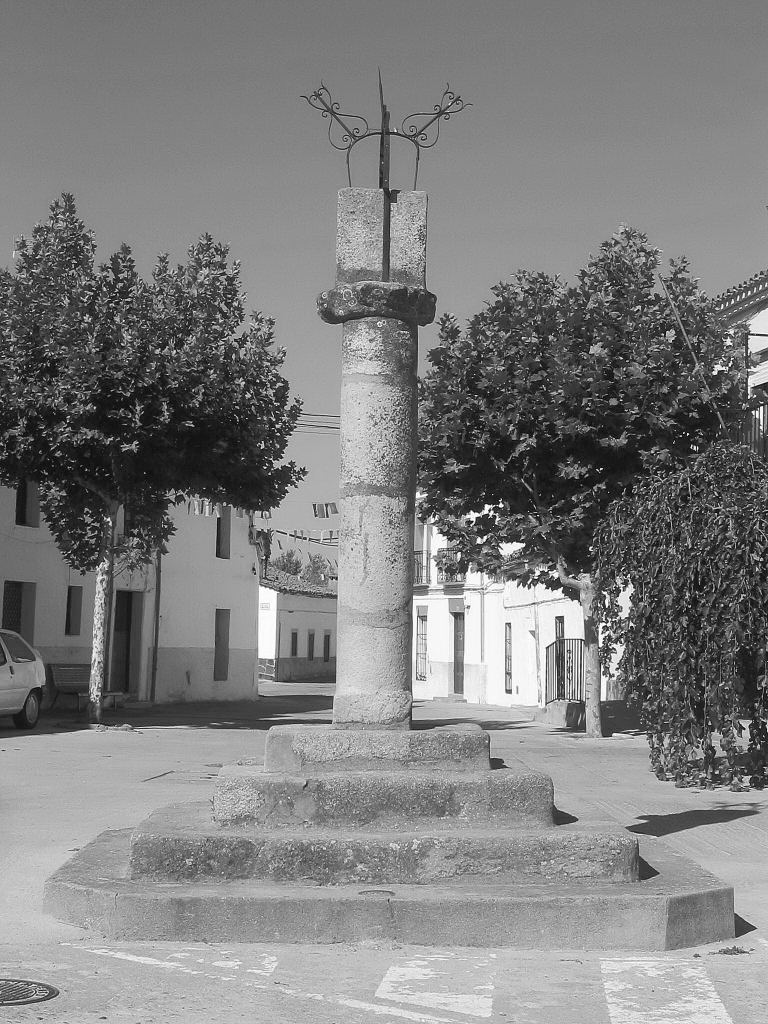
Colonna giurisdizionale (XVII s.)

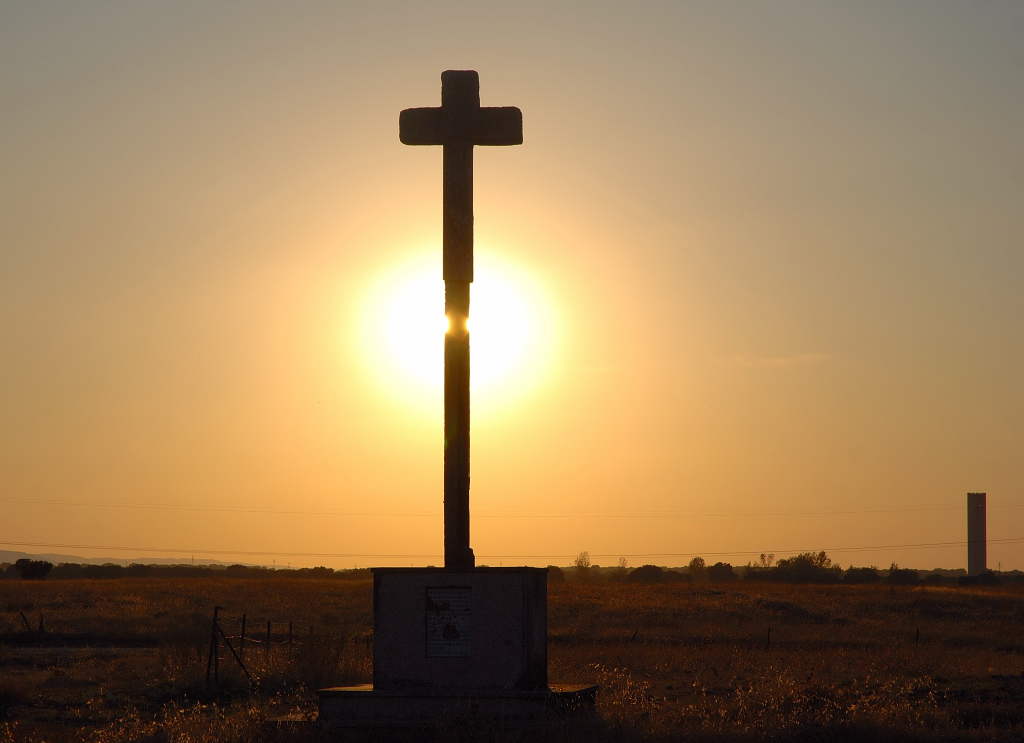
Croce di Plasencia

- Croce di Plasencia